# Conglomerado Battistella
A Battistella (B3: BTTL3) é uma empresa brasileira fundada em 1949 por Emilio Fiorentino Battistella em Lages, Santa Catarina. A empresa atua predominantemente nos setores de recursos renováveis e logística, incluindo silvicutura, operações florestais e comercialização de madeira, revendas veículos novos, seminovos, peças e serviços.